# Shintaisou (Kari)
Shintaisou (Kari) (яп. 新体操(仮) Синтаисо: (Кари)) — японский эротический квест о художественной гимнастике от созданной в том же году и ныне закрытой студией Pandahouse (ぱんだはうす).

## Сюжет

### Shintaisou (Kari): Yousei-tachi no Rondo
Богатая и избалованная Томоми, звезда школьного гимнастического кружка, издевается над новенькой Мику, заставляя её терпеть различные пытки, в том числе с участием тренера и любовника Томоми Никасукэ.

### Princess 69: Midnight Gymnastics
Действие происходит в той же школе, однако центральным героем является сводный брат Мику — Фубуки. Чтобы проникнуть в команду Томоми и спасти Мику, ему приходится притворяться девочкой.

## Персонажи
Томоми Сиракава (яп. 白川 トモミ Сиракава Томоми) — красавица-дочь из влиятельной семьи.
Маю Хигути (яп. 樋口まゆ Хигути Маю) —
Мику Ханэока (яп. 羽丘みく Ханэока Мику) —
Кодзуэ Морисита (яп. 森下こずえ Морисита Кодзуэ) —
Вакана Сакураи (яп. 桜井若菜 Сакураи Вакана) —
Мадока Сэнгэ (яп. 千家まどか Сэнгэ Мадока) —
Ю Айдзава (яп. 相沢ユウ Айдзава Ю:) —
Фубуку Ханэока (яп. 羽丘ふぶき Ханэока Фубуку) —
Коюки Фудзимия (яп. 藤宮小雪 Фудзимия Коюки) —

## Медия

### Игра
Игра была выпущена на одном CD 30 ноября 2001 года. Она посвящена тематике БДСМ. Сценарий написан сотрудниками Pandahouse Мамоко Окадой (岡田桃子) и Митти (みっちぃ).

### Аниме
По мотивам игры на студии Pink Pineapple было создано порнографическое аниме Shintaisou (Kari) The Animation: Yousei-tachi no Rondo (яп. 新体操(仮) The Animation ~妖精たちの輪舞曲~), снятое под руководством Тэруаки Мураками. Первая серия OVA вышла в 2002 году. Shintaisou (Kari) выделил из ряда хентайной продукции качественный дизайн персонажей, плавная и красивая анимация.
В апреле 2005 года продюсерская компания Discovery заявила о работе над сиквелом. 24 июня вышло продолжение аниме — Shintaiso (Shin) (яп. 新体操(真)). Две серии, озаглавленные étude.1 и étude.2, вышли в 2005 году.

Постер к аниме Shintaisou (Kari)

#### Список серий
| № серии | Название | Дата выпуска         |
| ------- | --- | -------------------- |
| 1       | Урок 1: Непристойное растяжение «Лэсн 1: Мидара Сэкай но Суторэттингу» (Lesson 1 淫世界のストレッチング)              | 25 октября 2002 года |
| 2       | Урок 2: Цветочный леотард «Лэсн 2 Рэота:до но Ханадзоно» (Lesson 2 レオタードの花園)                                  | 24 января 2003 года  |
| 3       | Урок 3: Рондо девственницы «Лэсн 3 Вуа:дзин Ринду Кёку» (Lesson 3 ヴァージン輪舞曲)                                   | 25 апреля 2003 года  |
| 4       | Урок 4: Последняя стадия неистового танца «Лэсн 4 Кё:эн Рамбу но Расуто Сутэ:дзи» (Lesson 4 狂艶乱舞のラストステージ) | 22 августа 2003 года |